# Il segreto di Liberato
Il segreto di Liberato è un film del 2024 co-diretto da Giorgio Testi,  Francesco Lettieri, Giuseppe Squillaci e Lorenzo Ceccotti.

## Trama
Il film ripercorre la carriera di Liberato dal suo esordio nel 2017, alternando filmati live action (diretti da Francesco Lettieri e Giorgio Testi) a inserti animati a cura di Giuseppe Squillaci e LRNZ che visualizzano momenti salienti della sua vita: l’infanzia, le prime esibizioni mascherate e il simbolo della rosa che accompagna la sua immagine pubblica. Tra le scene animate, la relazione con Lucia è raccontata attraverso flashback che ne sottolineano l’importanza emotiva nel percorso artistico di Liberato. Le parti animate si avvalgono delle voci di Simona Tabasco (Lucia) e Nando Paone (il Nonno), mentre lo stesso Liberato interpreta alcune sequenze che mescolano realtà e finzione in un’atmosfera onirica, sfumando il confine tra documentario e racconto musicale. Il documentario segue anche le sue esibizioni più iconiche — da Rotonda Diaz a Napoli al Rock in Roma, dalle doppie date a Berlino, Parigi e Londra fino alle tre serate in Piazza del Plebiscito e al concerto per i detenuti del carcere di Poggioreale — mostrando il fenomeno collettivo e orizzontale che si è formato attorno al progetto artistico di Liberato.

## Produzione
Il film è una commistione di vari linguaggi: il documentario che ripercorre i concerti del cantante dalle prime apparizioni del 2017 a quelli tra Berlino, Parigi e Londra, allo stadio Diego Armando Maradona in occasione della vittoria del terzo scudetto del SSC Napoli, le tre date in piazza del Plebiscito a Napoli, nonché il concerto per i detenuti del Carcere di Poggioreale; l'animazione,  vero fiore all'occhiello di questo progetto, diretta da Giuseppe Squillaci e LRNZ, narra la biografia del cantante: l’infanzia, la sua giovinezza e la relazione con Lucia.

## Colonna sonora
La colonna sonora del film è stata curata da Liberato. Il 9 maggio 2024, in concomitanza alla distribuzione del film nelle sale cinematografiche italiane, è stato reso disponibile il brano colonna sonora Lucia (Stay with Me), scritto ed interpretato dallo stesso cantante.

## Promozione
Il primo teaser trailer era stato diffuso sui canali social del cantante il 14 febbraio 2024, mentre il trailer ufficiale è stato pubblicato il 9 aprile 2024.

## Distribuzione
La pellicola è stata distribuita a partire dal 9 maggio 2024.
In seguito è stato reso disponibile sulla piattaforma streaming Netflix.

## Accoglienza
Il film ha ricevuto un'accoglienza critica contrastata. Su Sentieri Selvaggi Mario Turco scrive infatti che "il progetto più moderno e sperimentale della recente musica commerciale italiana nei suoi 90 minuti di durata si riduce qui ad una giustapposizione di categorie documentarie iper-riconoscibili e poco mediate che intendono quasi esclusivamente celebrare il culto nato dietro al cantante napoletano", mentre su Ign Andrea Peduzzi apprezza "il trattamento pop imposto a una narrazione capace di passare con scioltezza tra passato e presente, tra (semi)fiction e documentario senza sembrare artificiosa o, peggio, irrisolta".